# 久木元伸

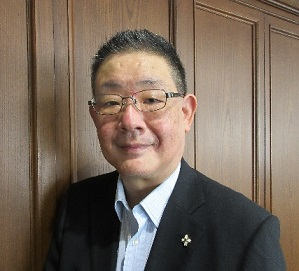

久木元 伸（くきもと しん、1961年7月21日 - ）は日本の検察官、防衛官僚。東京地方検察庁検事正、福岡高等検察庁検事長を経て、防衛監察監。

## 人物
山口県出身。東京大学法学部卒業。1989年検事任官。法務省刑事局付検事、法務省刑事局刑事法制企画官兼司法試験考査委員（労働法）、法務省刑事局参事官、東京高等検察庁検事等を経て、2012年法務省刑事局刑事課長。2014年東京高等検察庁刑事部長。2016年大分地方検察庁検事正。2017年最高検察庁検事。2018年東京地方検察庁次席検事。2019年東京高等検察庁次席検事。2021年東京地方検察庁検事正。2023年福岡高等検察庁検事長。
東京地方検察庁次席検事時代には、東京地検のスポークスマンとして、カルロス・ゴーンの逮捕・勾留についてフィガロをはじめとするフランスメディアなどが人質司法であると批判していることに対して、「それぞれの国にそれぞれの歴史や法制度があり、自分の国と異なることを理由に批判するのは妥当ではない」との見解を示している。

## 職歴
- 2012年12月 - 法務省刑事局刑事課長
- 2014年01月 - 東京地方検察庁刑事部長
- 2014年11月 - 東京高等検察庁刑事部長
- 2016年04月 - 大分地方検察庁検事正
- 2017年04月 - 最高検察庁検事
- 2018年07月 - 東京地方検察庁次席検事[13]
- 2019年09月 - 東京高等検察庁次席検事[14]
- 2021年07月 - 東京地検検事正[15]
- 2023年07月 - 福岡高等検察庁検事長
- 2024年07月 - 依願退官
- 2025年01月 - 防衛監察監[16]